# Візеуська діоцезія
Візе́уська діоце́зія (лат. Dioecesis Visensis; порт. Diocese de Viseu) — діоцезія римського обряду Католицької церкви в Португалії, з центром у місті Візеу. Охоплює терени Візеуського округу. Входить до складу Бразької церковної провінції. Суфраганна діоцезія Бразької архідіоцезії. Заснована 572 року. Голова — єпископ Візеуський. Центральний храм — Візеуський собор.   Населення — 270,000 ос.; з них католики — 261,700 ос. (96.9%). Чинний голова — Ілідіу Пінту Леандру, єпископ Візеуський.

## Назва
- Візе́уська діоце́зія (лат. Dioecesis Visensis;  порт. Diocese de Viseu)
- Візе́уське єпи́скопство (порт. Bispado de Viseu)

## Історія
Створена 572 року, за понтифікату римського папи Івана III. У IX—XII століттях підпорядковувалася Меридсько-Бадахоській діоцезії на теренах Кастильсько-Леонського королівства. З 1147 року стала суфрагананною діоцезією Бразької архідіоцезії в Португальському королівстві.
24 серпня 1938 року, за понтифікату римського папи Пія XI і прем'єрства Антоніу Салазара, створена нова Авейрівська діоцезія шляхом виокремлення зі складу Коїмбрської, Портської і Візеуської діоцезій.

## Єпископи
- 1519—1523: Афонсу, син португальського короля Мануела І; кардинал, єпископ Гуардський (до 1519).
- Ілідіу Пінту Леандру

## Статистика
Згідно з «Annuario Pontificio» і Catholic-Hierarchy.org:
| Рік  | Населення | Населення | Населення | Священики | Священики | Священики | Священики           | Диякони | Ченці    | Ченці | Парафії |
| Рік  | католики  | загалом   | %         | загалом   | секулярні | ченці     | вірних на священика | Диякони | чоловіки | жінки | Парафії |
| ---- | --------- | --------- | --------- | --------- | --------- | --------- | ------------------- | ------- | -------- | ----- | ------- |
| 1950 | 300.000   | 300.498   | 99,8      | 225       | 225       |           | 1.333               |         |          | 127   | 201     |
| 1969 | 305.488   | 306.434   | 99,7      | 228       | 219       | 9         | 1.339               |         | 11       | 196   | 151     |
| 1980 | 316.000   | 329.000   | 96,0      | 193       | 185       | 8         | 1.637               |         | 11       | 167   | 203     |
| 1990 | 315.000   | 326.000   | 96,6      | 198       | 185       | 13        | 1.590               |         | 16       | 140   | 205     |
| 1999 | 269.519   | 280.709   | 96,0      | 187       | 165       | 22        | 1.441               |         | 29       | 134   | 207     |
| 2000 | 272.355   | 283.703   | 96,0      | 184       | 163       | 21        | 1.480               |         | 37       | 137   | 207     |
| 2001 | 313.776   | 330.291   | 95,0      | 184       | 165       | 19        | 1.705               |         | 36       | 131   | 207     |
| 2002 | 254.202   | 267.581   | 95,0      | 183       | 163       | 20        | 1.389               |         | 36       | 128   | 207     |
| 2003 | 278.773   | 293.445   | 95,0      | 176       | 156       | 20        | 1.583               |         | 40       | 128   | 207     |
| 2004 | 270.463   | 284.698   | 95,0      | 173       | 152       | 21        | 1.563               |         | 39       | 128   | 229     |
| 2010 | 261.700   | 270.000   | 96,9      | 159       | 144       | 15        | 1.645               |         | 21       | 135   | 208     |
| 2014 | 263.500   | 272.000   | 96,9      | 151       | 135       | 16        | 1.745               | 10      | 22       | 135   | 208     |